# Impasse de la Grande-Écluse
L'impasse de la Grande-Écluse est une voie sans issue de Strasbourg, rattachée administrativement au quartier Gare - Kléber et située dans le quartier historique et touristique de la Petite France.

## Localisation
Longeant au nord-ouest la pointe de la presqu'île formée par le canal de navigation et un autre bras de l'Ill canalisé, celui de la Spitzmühle, elle se trouve au pied de l'une des tours des Ponts couverts, le Heinrichsthurn ou « tour de l'Éclusier ». Elle fait face au barrage Vauban, également appelé « Grande Écluse de fortification » et se prolonge au nord-est par le quai de la Petite-France. C'est une zone piétonne.

## Histoire
La tour de l'Éclusier (ou Heinrichsthurn, « tour Henri »), qui domine l'impasse, est l'une des quatre tours carrées en brique des Ponts couverts. Elles font partie de la deuxième extension de l'enceinte de Strasbourg, mais ne sont mentionnées qu'à partir du XIVe siècle. Les éperons devant les tours, dotées de bouches à feu au ras de l'eau, datent de la Renaissance. Les tours font l'objet d'un classement par les monuments historiques depuis 1928. 
Depuis l'ancien chemin de halage, emprunté par l'impasse actuelle, une passerelle en bois et métal (Gedeckte-Brücken-Weg) passait sous le barrage Vauban et reliait les Ponts couverts au quai Mathiss. Cette passerelle a été démolie en 1962, alors que les maisons datant du XIXe siècle, notamment l'ancien bureau de l'octroi, ont été conservées.
Très pittoresque, le site a fait l'objet de nombreuses représentations artistiques et photographiques, qui permettent de documenter son évolution.

Vues historiques.
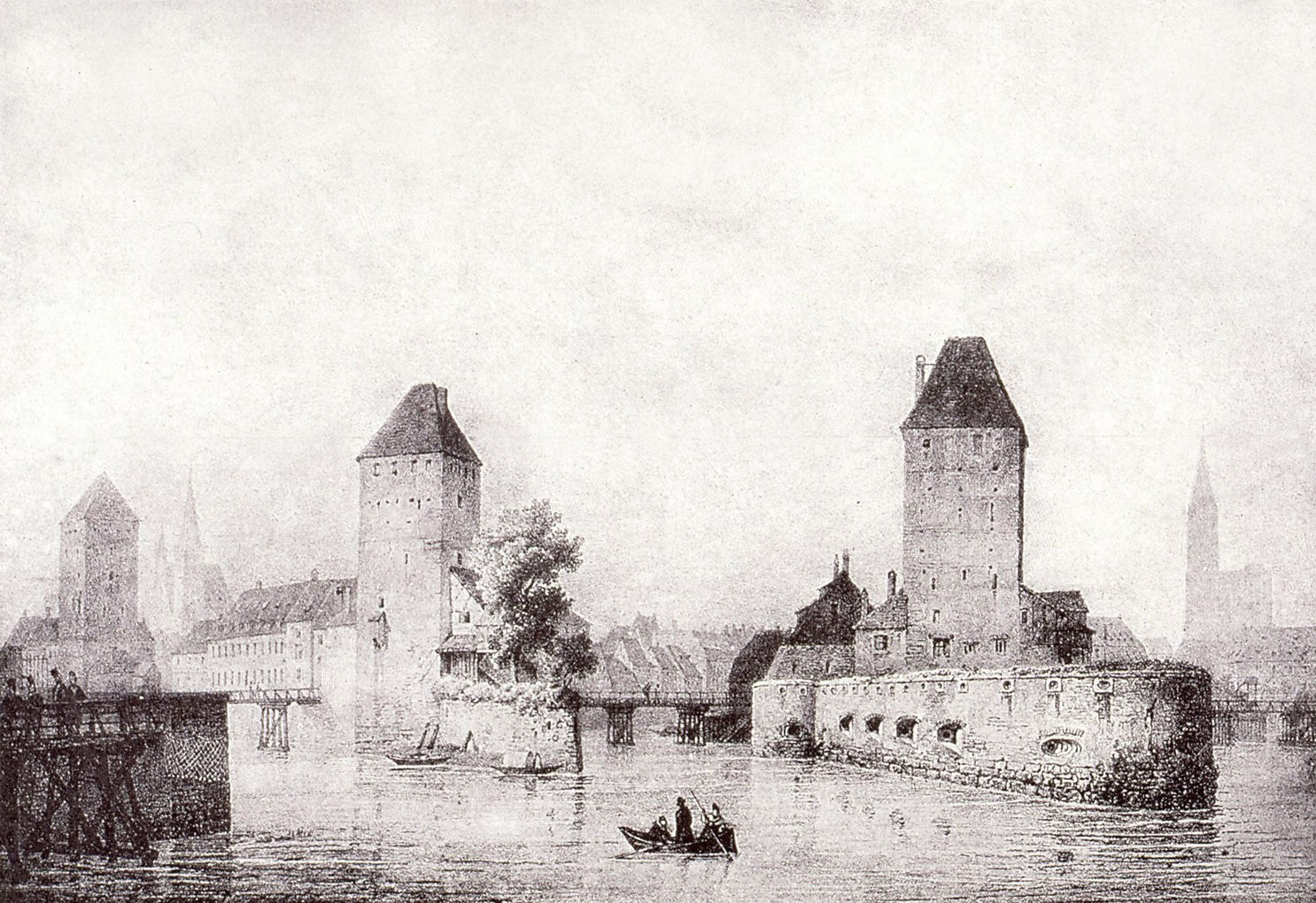
Gravure, 1820.
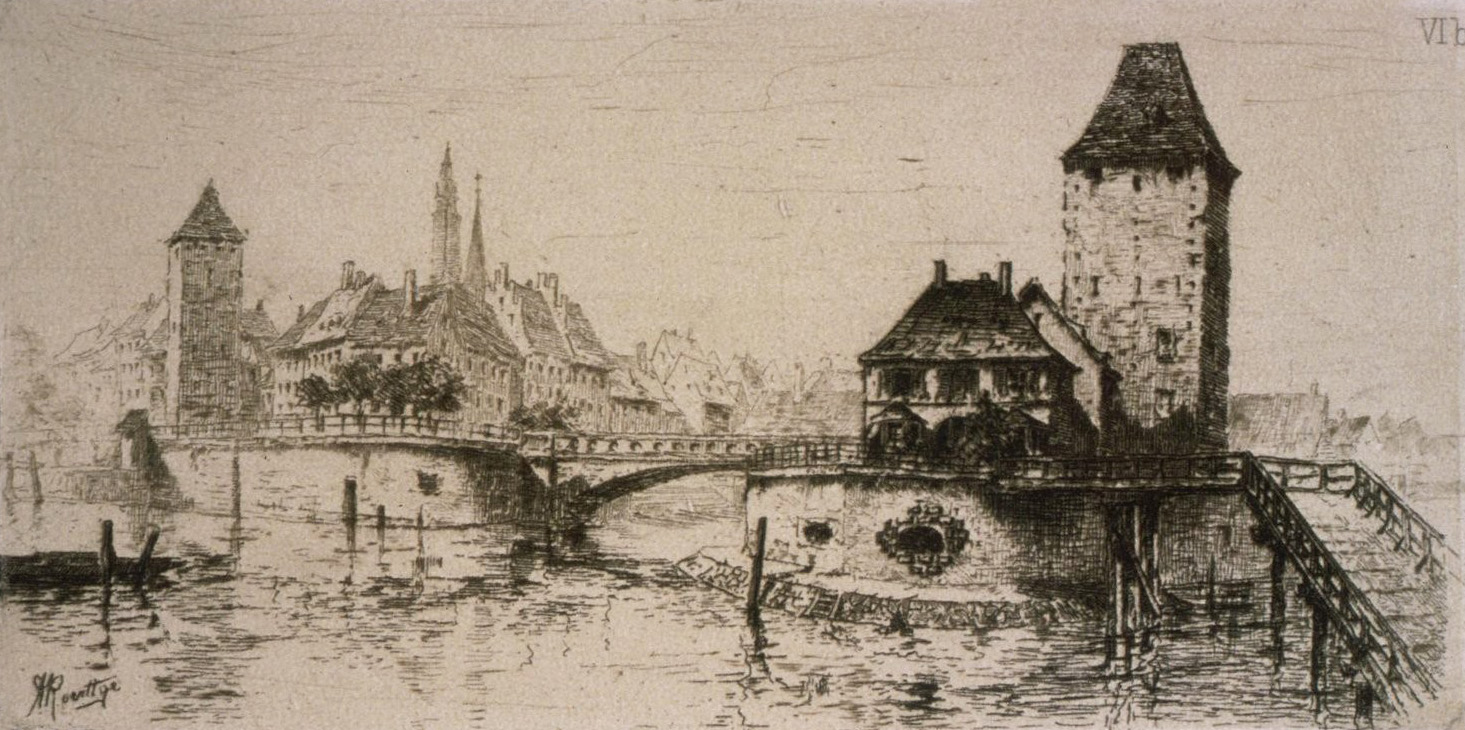
Albert Koerttgé, 1898.
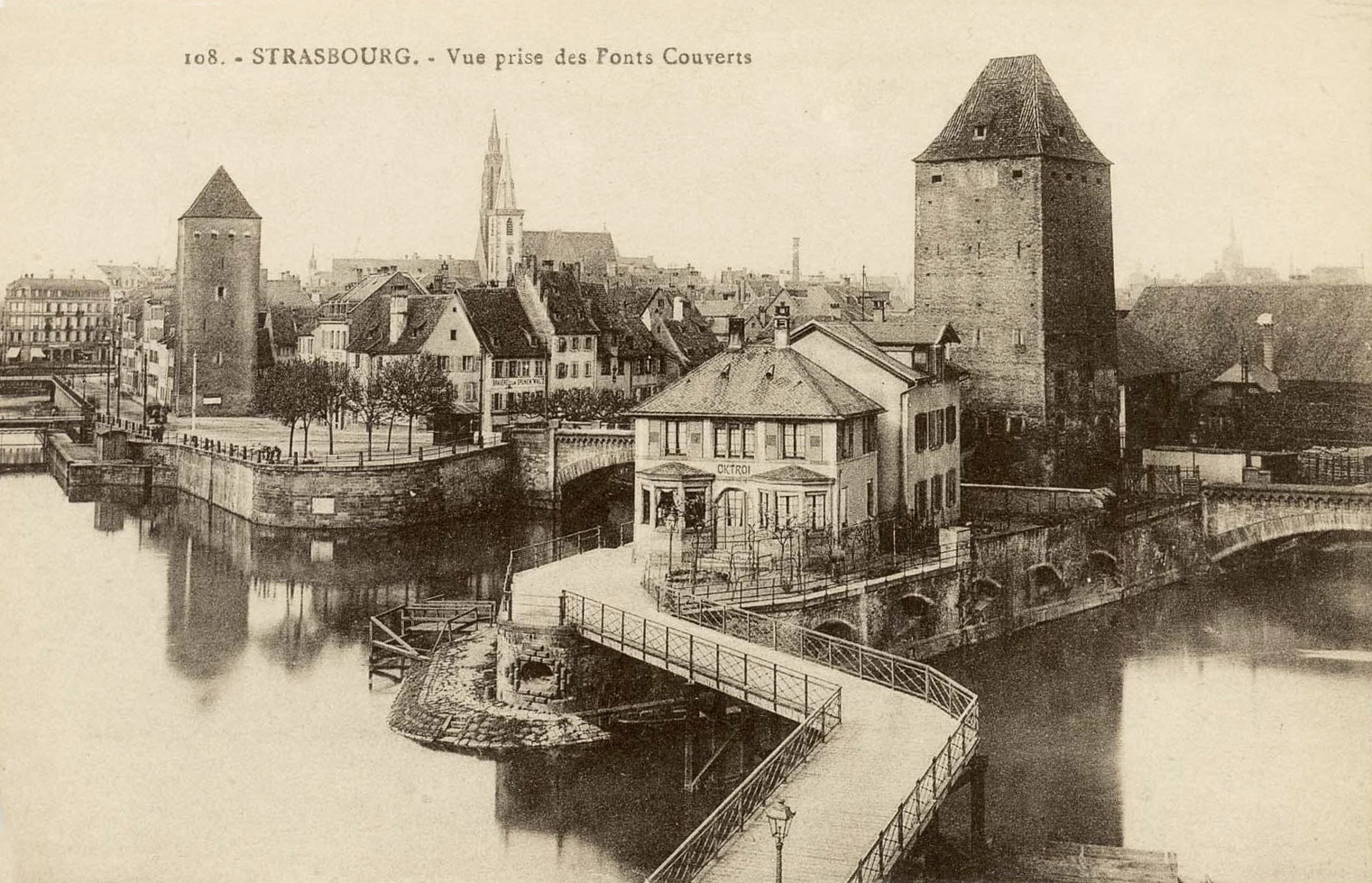
Carte postale, 1918.
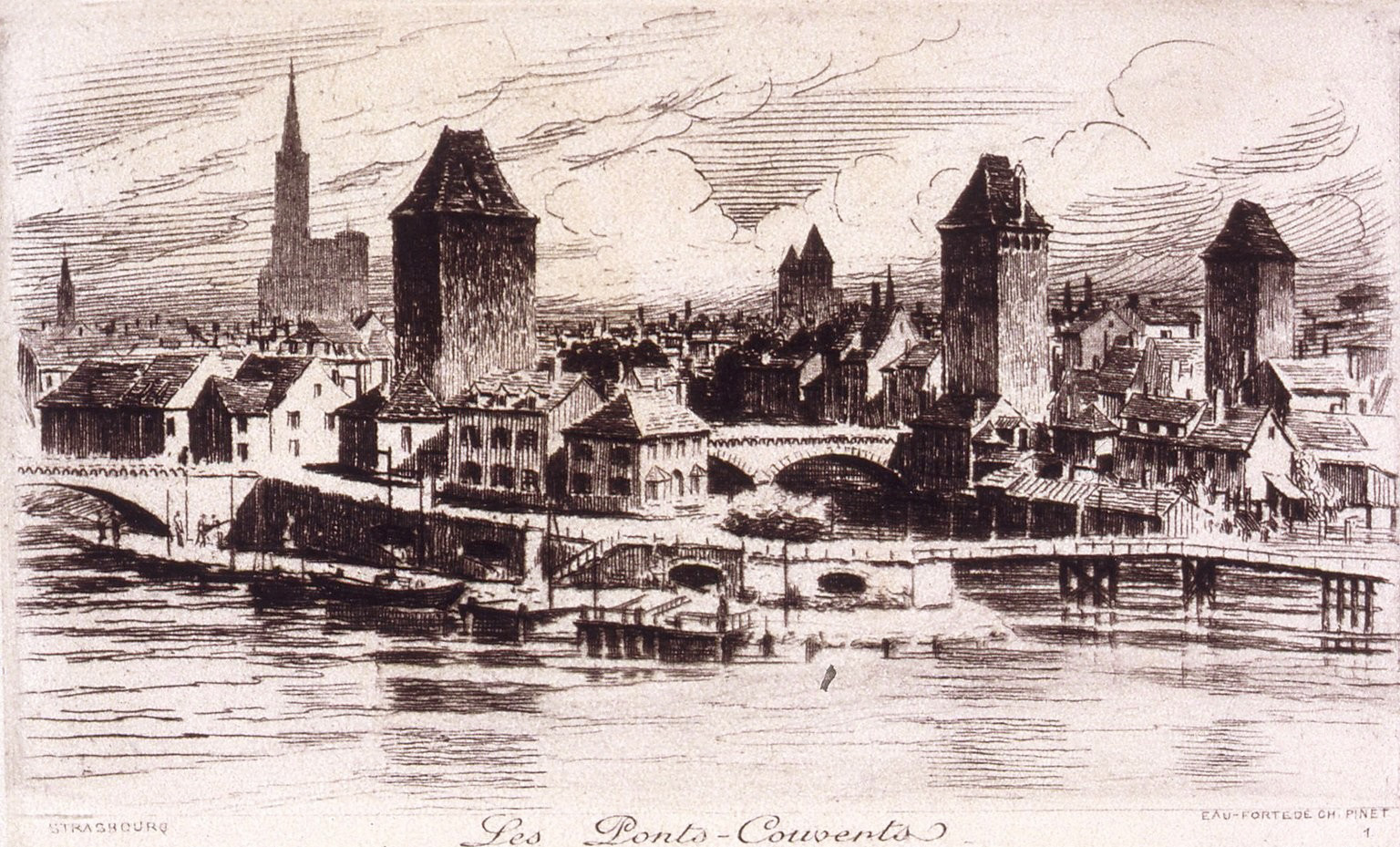
Charles Pinet, 1920.
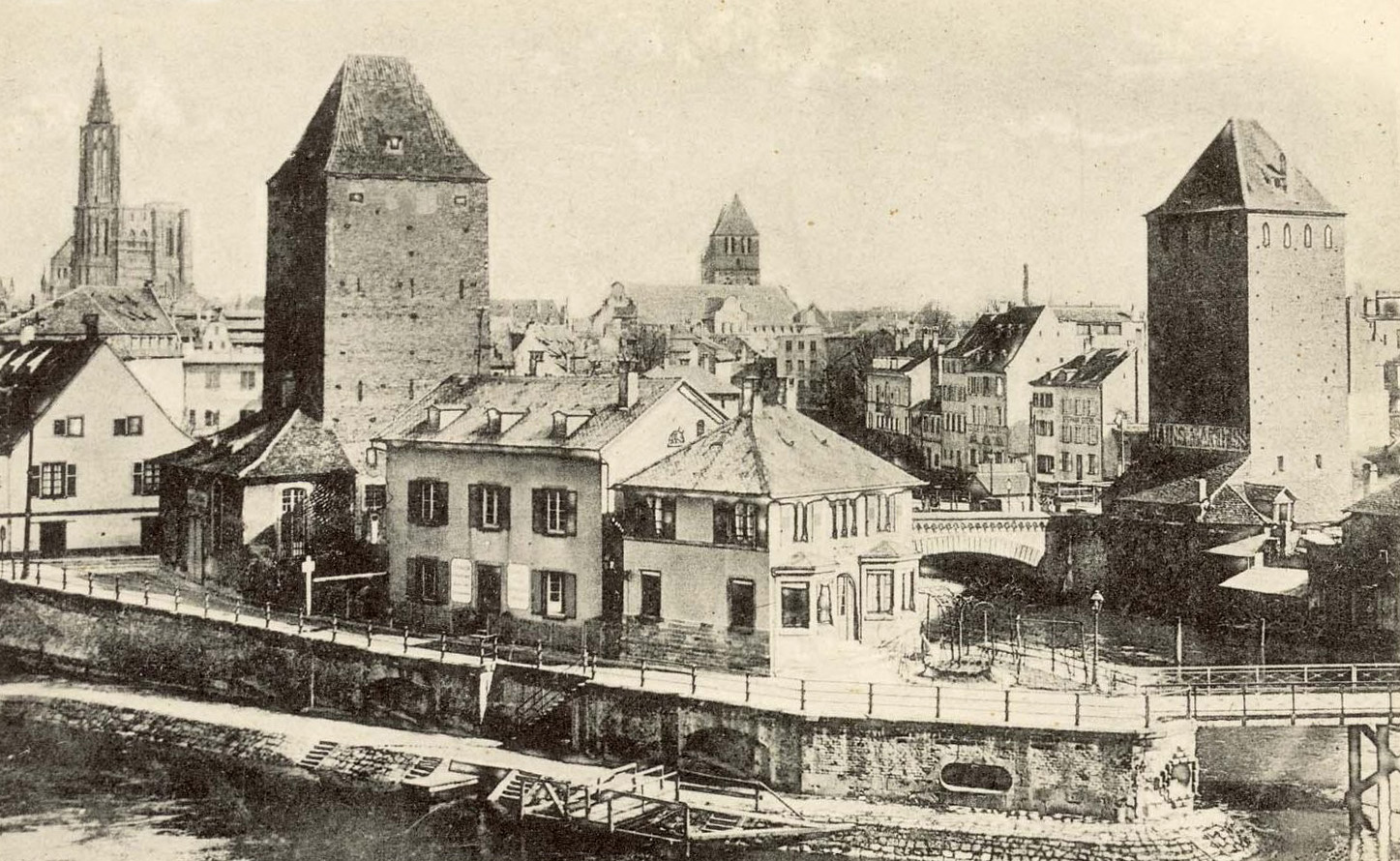
Félix Luib, 1920
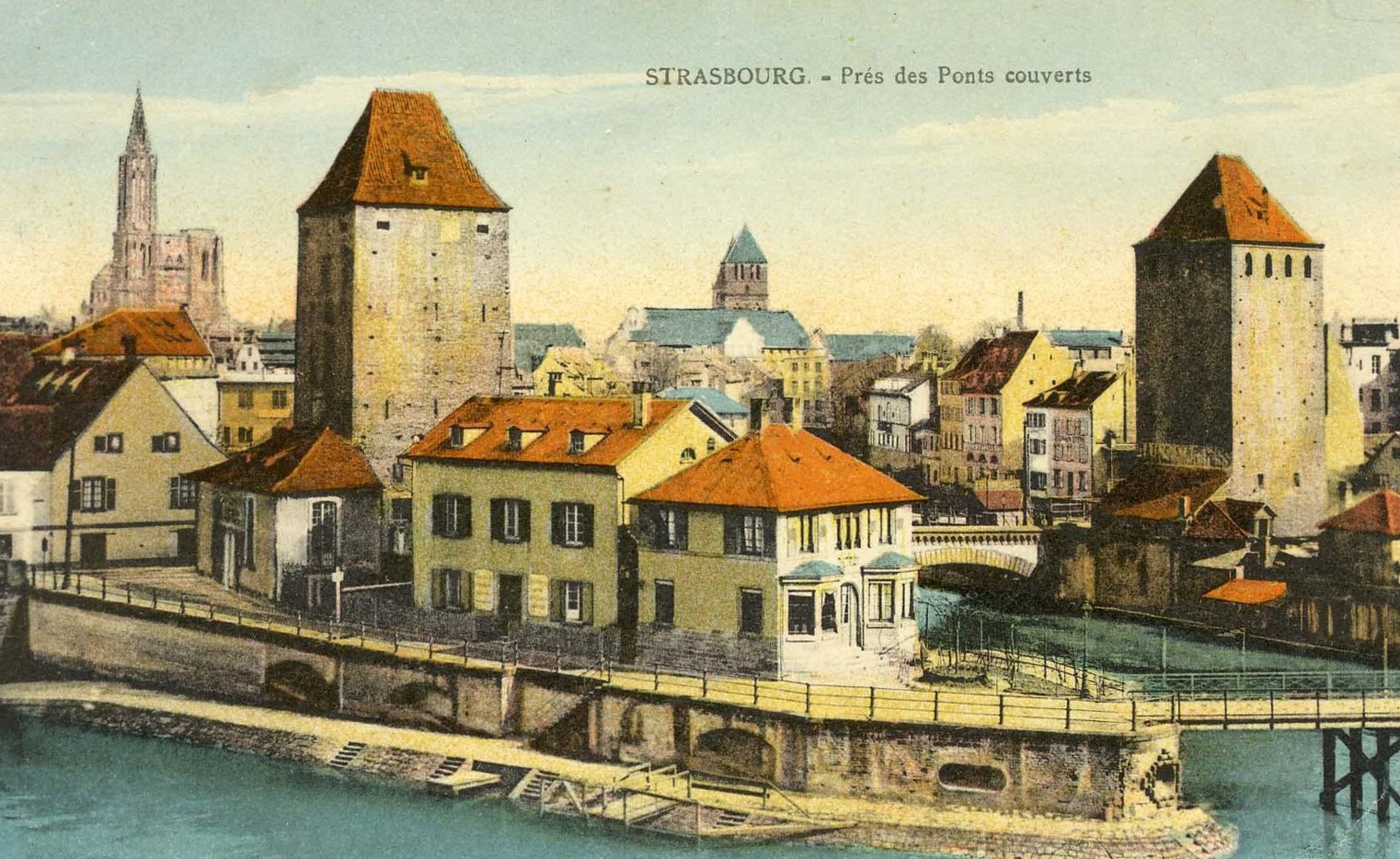
Félix Luib, colorisée en 1931.

## Toponymie

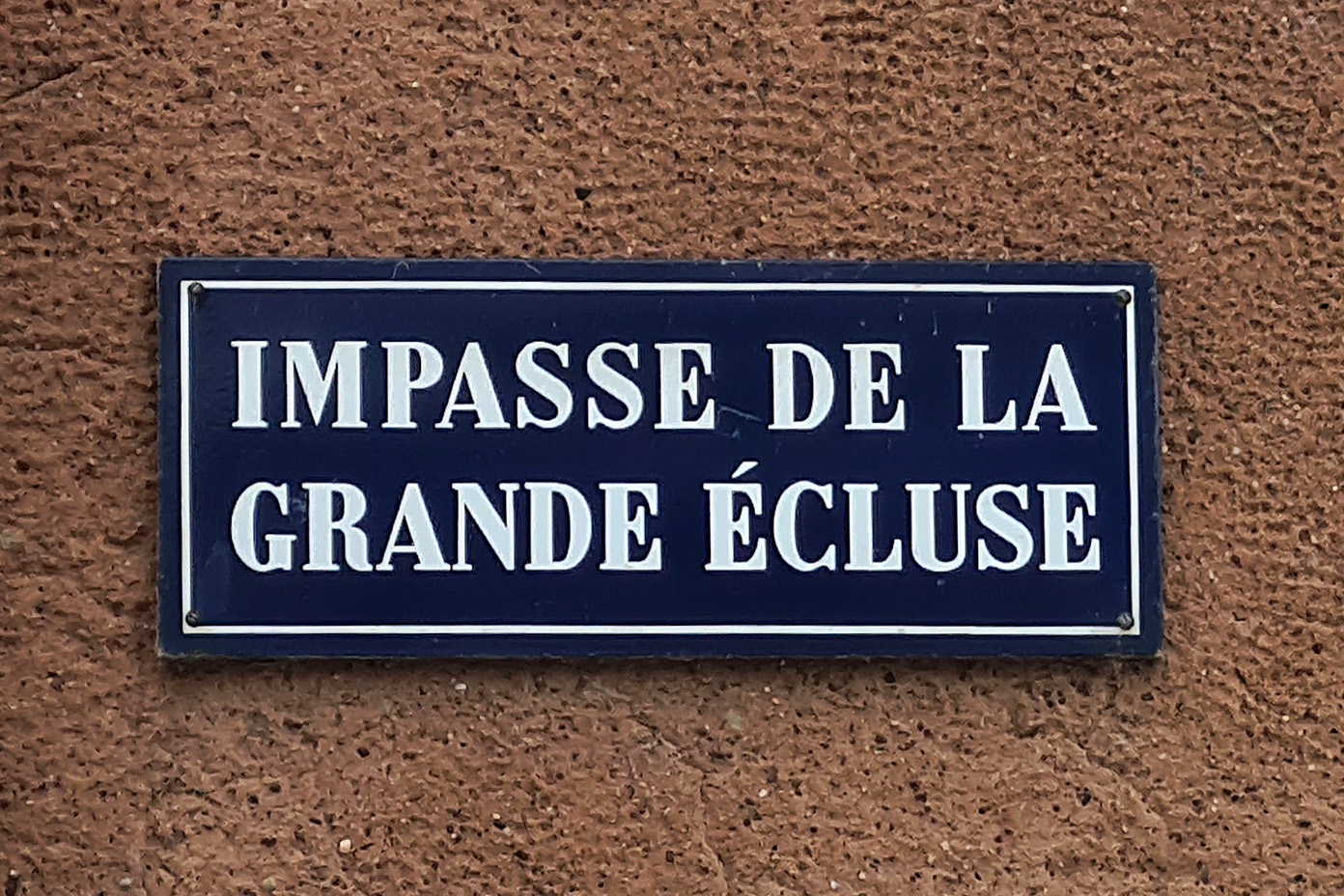
Plaque.

La voie a successivement porté les noms suivants, en français ou en allemand : chemin de halage (1841), Leinpfadbrücken (1872), Gedeckter Brückenweg (1908), passerelle de la Grande Écluse (1920), passerelle de l'ancienne Manutention (1927), passage de la Grande Écluse (1945), impasse de la Grande Écluse (1970).

## Bâtiments remarquables
Tour de l'ÉclusierL'impasse s'ouvre à droite de la tour de l'Éclusier (ou Heinrichsthurn, Heinrichsturm, « tour Henri »), l'une des quatre tours des Ponts couverts, qui a fait office de prison civile jusqu'à la création d'une maison d'arrêt dans la rue du Fil au début du XIXe siècle.
no 2aUne gravure de 1820 (voir ci-dessus) met en évidence l'éperon et les bouches d'eau, mais ne montre aucun bâtiment à l'avant de la tour. La date de construction du no 2a a été estimée entre 1869 et 1878. Autrefois l'une des maisons de l'octroi de la ville de Strasbourg, elle a été rénovée en 2008 et abrite une association qui gère un centre de consultation familiale.

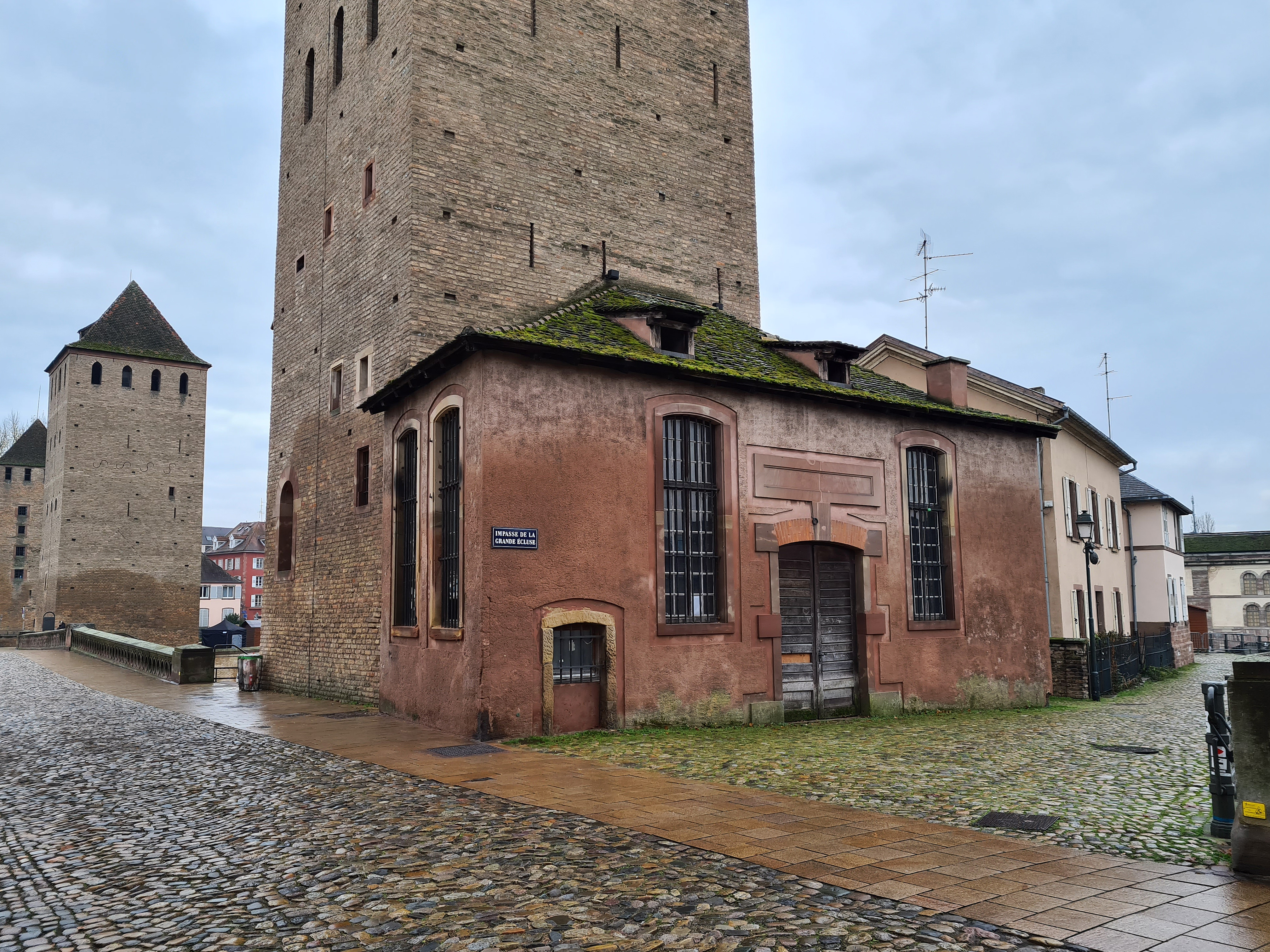
Accès à l'angle de la tour.
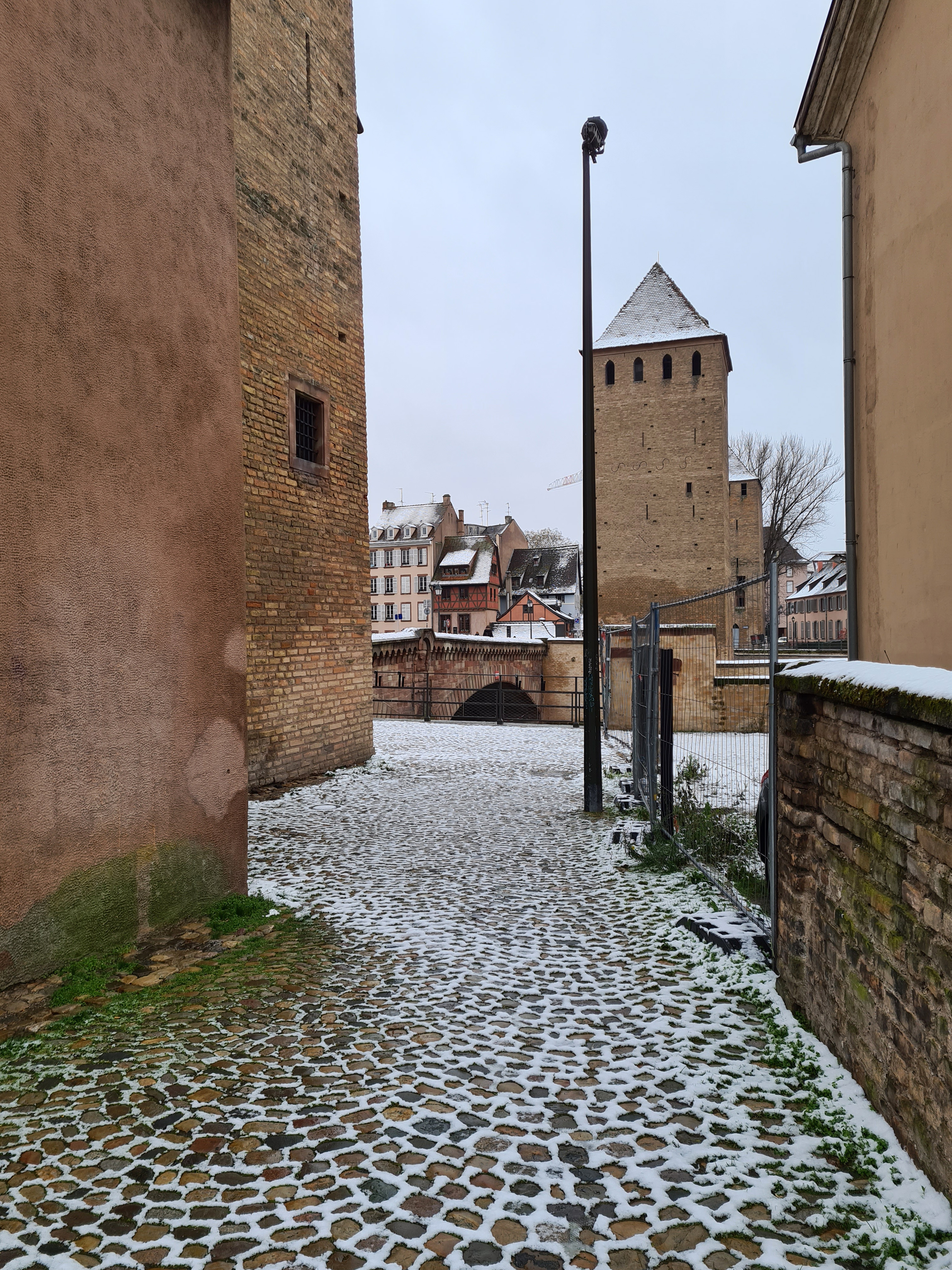
Étroit passage entre la tour et la première maison.
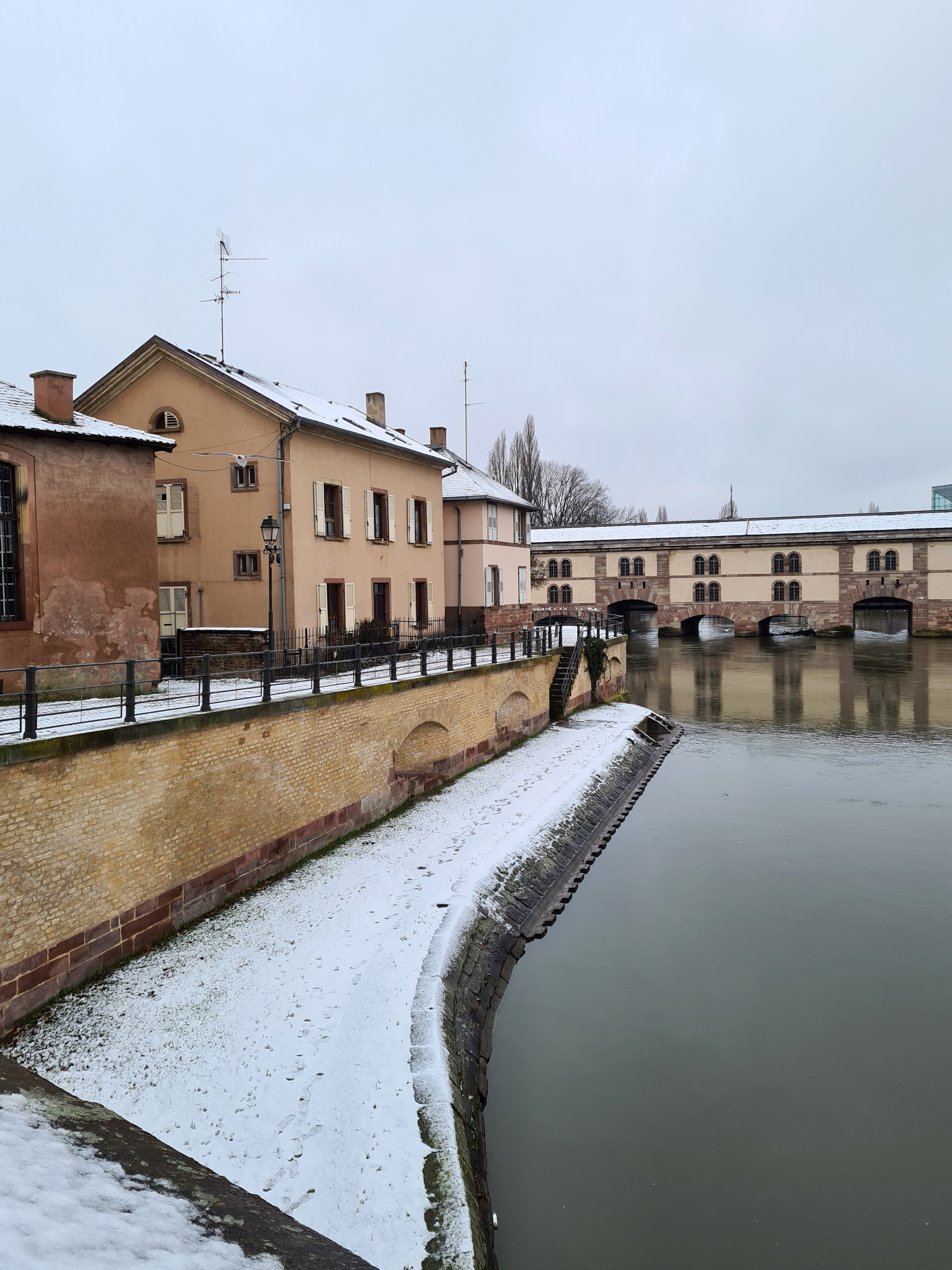
Perspective sur l'impasse.
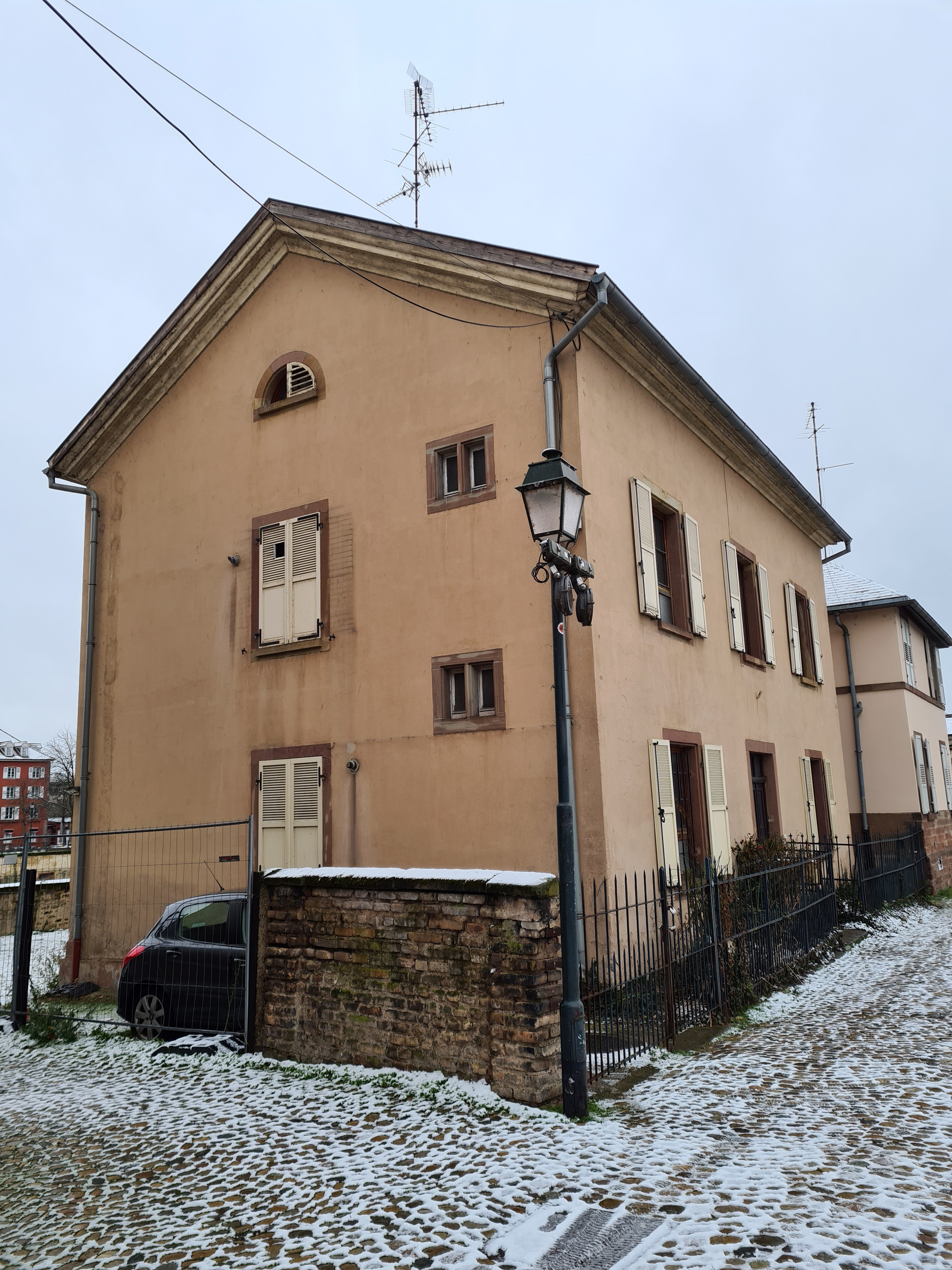
Maison du XIXe siècle.
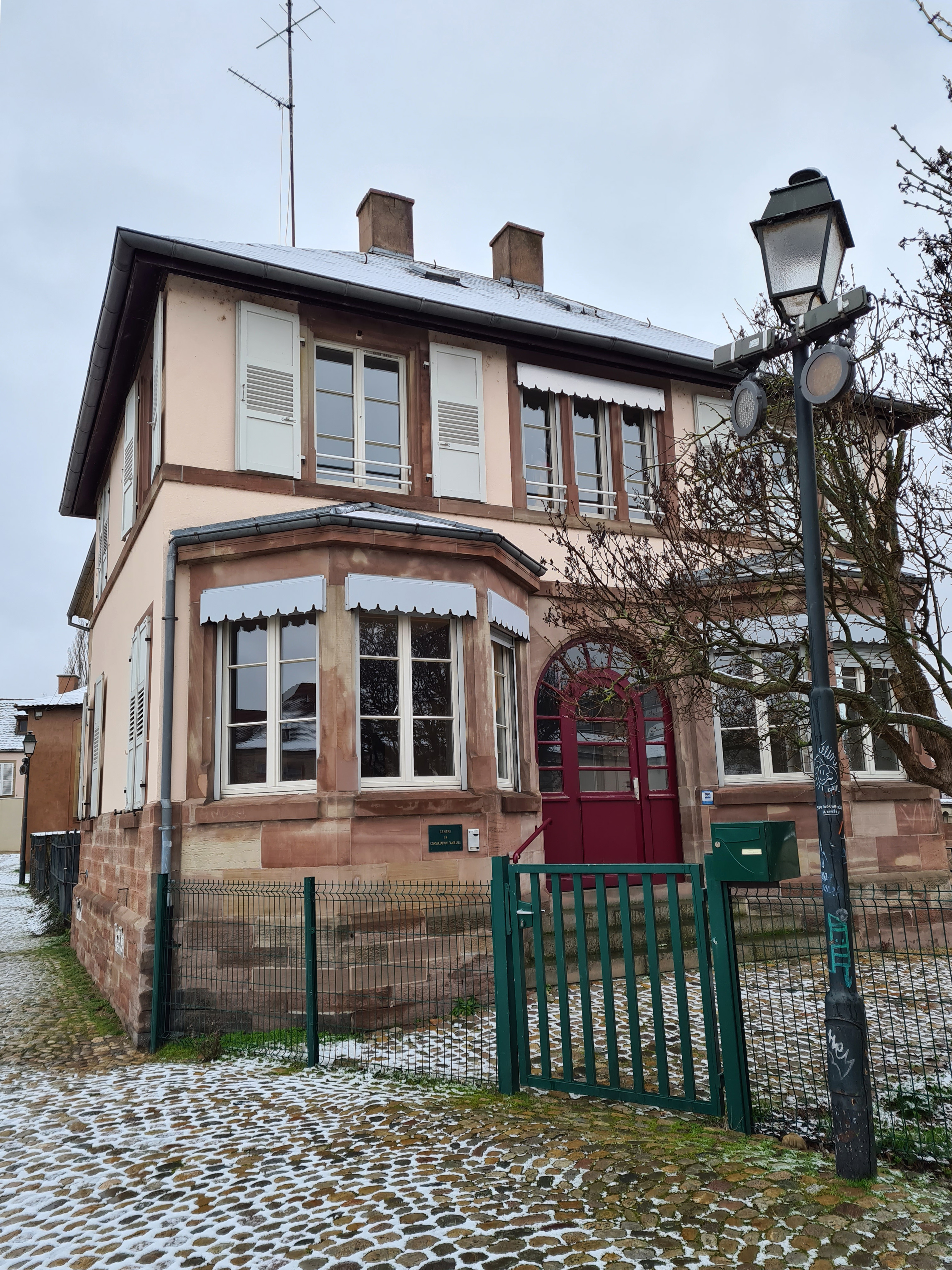
Ancien octroi (no 2a).
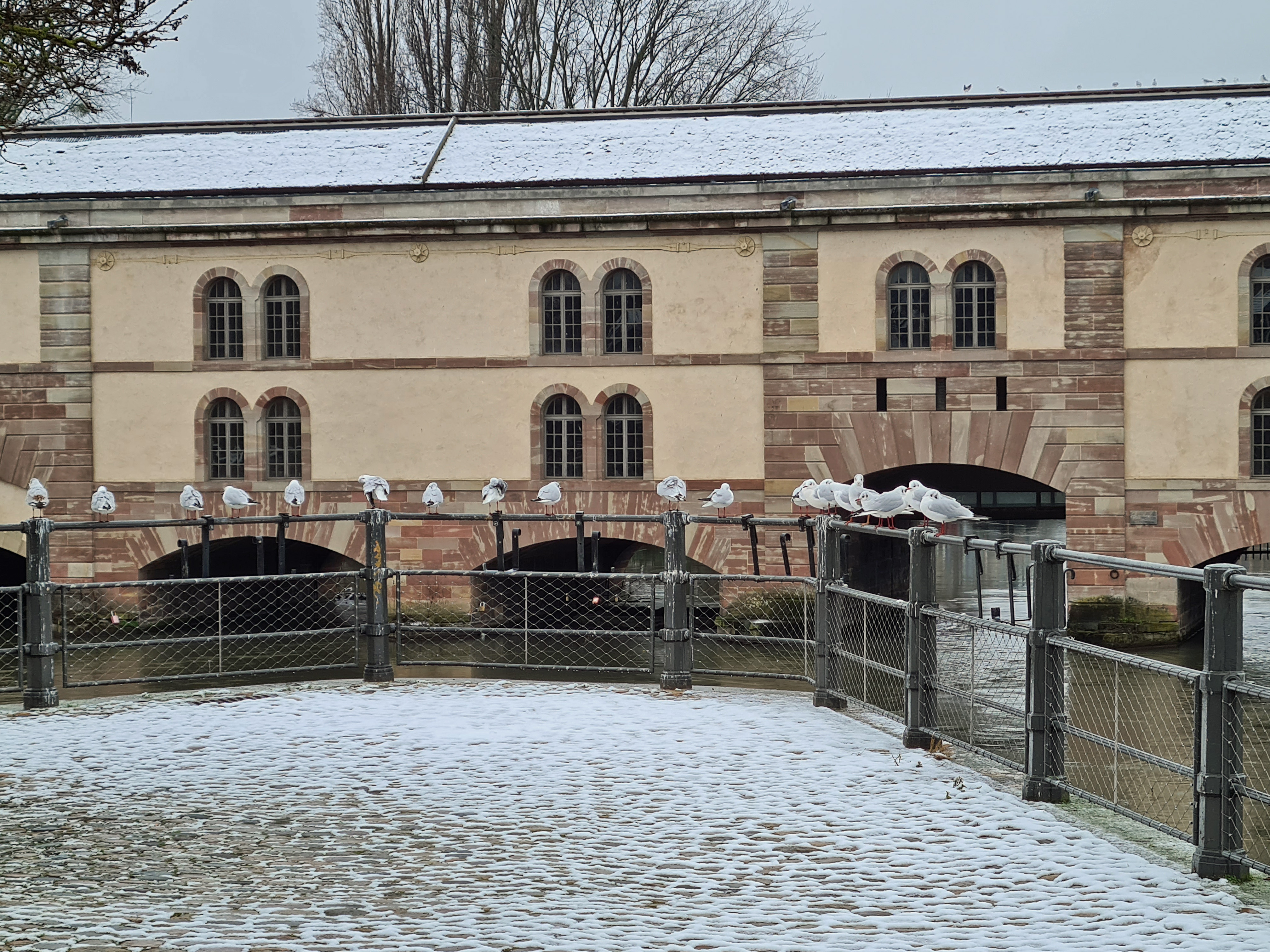
Pointe de la presqu'île face au barrage Vauban.